# Лопатинка дрібнолиста
Лопатинка дрібнолиста (Scapania parvifolia) — вид печіночників порядку юнгерманіальних (Jungermanniales).

## Поширення
Батьківщиною є Європа, Північна Америка, Азія.